# Adem Güven
Adem Güven (* 11. Oktober 1985 in Kulu) ist ein türkisch-norwegischer Fußballspieler.

## Karriere
Güven wurde in der zentralanatolischen Kleinstadt Kulu geboren und zog im Kindesalter mit seiner Familie nach Norwegen. Hier erlernte er das Fußballspielen unter anderem in der Jugendabteilung von Kolstad IL. Seine Profikarriere startete er 2002 bei Raufoss IL. Nach fünf Jahren verließ er Raufoss und spielte nacheinander für Kongsvinger IL und Odd Grenland.
Im Sommer 2013 wechselte er in die türkische TFF 1. Lig zum Erstligaabsteiger Mersin İdman Yurdu. Da er neben der norwegischen auch die türkische Staatsangehörigkeit besitzt wird er als Einheimischer Spieler spielen können und somit das Ausländerkontingent seines Vereins belasten. Mit diesem Klub erreichte er zum Sommer 2014 den Play-off-Sieg der TFF 1. Lig und damit den Aufstieg in die Süper Lig.
Nachdem er in einer Erstligasaison bei Mersin İY lediglich bei drei Pflichtspieleinsätzen geblieben war, verließ er diesen am letzten Tag der Sommertransferperiode wieder und schloss sich erneut Kongsvinger IL an. In der Spielzeit 2021 wurde er dort mit 21 Treffern Torschützenkönig der drittklassigen PostNord-Ligaen.